# Schloss Holzhammer

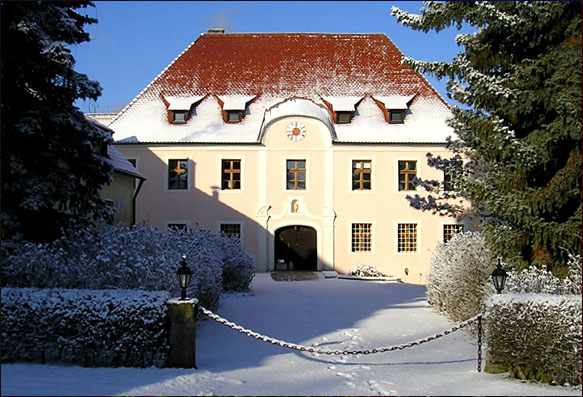
Schloss Holzhammer bei Schnee (2010)

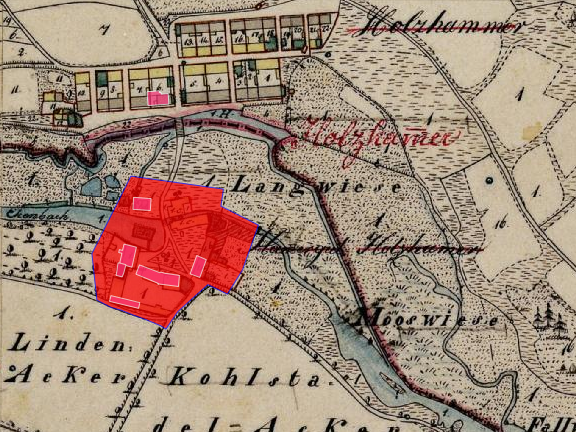
Lageplan von Schloss Holzhammer auf dem Urkataster von Bayern

Das denkmalgeschützte Schloss Holzhammer, ein ehemaliges Hammerschloss, befindet sich in dem gleichnamigen Gemeindeteil Holzhammer der oberpfälzischen Stadt Schnaittenbach im Landkreis Amberg-Sulzbach von Bayern (Schloßstraße 1). Es ist unter der Aktennummer D-3-71-150-33 als Baudenkmal verzeichnet. „Archäologische Befunde und Funde im Bereich des ehem. Schlosses und spätmittelalterlichen sowie neuzeitlichen Eisenhammers Holzhammer“ werden zudem als Bodendenkmal unter der Aktennummer D-3-6438-0038 geführt.

## Geschichte
1366 stellt Pfalzgraf Rupprecht der Ältere einen sogenannten Hammerbrief aus, der allen künftigen Besitzern von Holzhammer als Beleg für die Landsassenfreiheit des Gutes gelten sollte. Dabei erhielt Friedrich der Kastner zu Rosenberg das Recht zur Umwandlung seiner am Ehenbach gelegenen Holzmühle in ein Hammerwerk sowie die Niedergerichtsrechte über seine Untertanen. Bis in das 16. Jahrhundert hatte diese Übertragung von Jurisdiktionsrechten Bestand, erst dann wurde versucht, den Inhabern diese abzusprechen. In der Frühzeit dieses Hammerwerks konnte es zu großer wirtschaftlicher Prosperität geführt werden.
1370/75 bis 1378 war Holzhammer im Besitz von Paul Kastner, dem Sohn des Gründers Friedrich. Nach dessen frühen Tod ging das Werk an den Amberger Hammermeister Hermann Holder über. Von diesem kaufte Hans II. Kastner 1394 Holzhammer wieder zurück. Dieser war auch der Begründer einer Stiftung, die dann sein Sohn Gregor Kastner zu der Stiftung „Reiche Almosen“ zu Amberg machte und deren Stiftungserträgnisse mehrere Jahrhunderte zur Speisung von 54 armen Bürgern verwendet wurden. Dieser Gregor Kastner konnte auch den Eisenhammer Schellhopfen (Stellhofen) und den Hammer Unterschnaittenbach erwerben. Sein Sohn Gregor Kastner sah sich nicht im Stande, seine Hammerwerke zu betreiben und so verkaufte er Holzhammer 1419 an Perchtold Ödenberger von Amberg. Es folgte ein rascher Besitzerwechsel an Hans Per (1479–1497), Caspar Par und Hans Gebhart (um 1515), der das Werk zu Beginn des 16. Jahrhunderts auf die Gant brachte. Diese Situation nutzte Andreas Kastner, verheiratet mit der reichen Amberger Bürgertochter Clara Pech, zum Wiedererwerb von Holzhammer. Zusammen mit einigen Verwandten seiner Frau, die ebenso wie er mehrere Erzgruben besaßen, gründete er die später zu Ansehen gelangte Eisenhandelsgesellschaft Kastner und Plech, welche das geförderte Eisen im Großhandel vertrieb. Durch Losentscheid kam das Gut 1547 an Andreas Kastner den Jüngeren. Der Hüttkapfer (= Oberschmiedgeselle) Jacob Plechinger sorgte für die junge Witwe Margarete und deren unmündige Kinder für die Aufrechterhaltung des Betriebes. Er wurde in dieser Funktion nochmals tätig, nachdem auch der Sohn Hans Ludwig von Andreas dem Jüngeren 1572 sechs minderjährige Kinder hinterließ. Barbara, die Witwe des Hans Ludwig, beantragte 1581 für Holzhammer und Unterschnaitenbach die Landsassenfreiheit. Unbeeindruckt von ihren Argumenten lehnte die Regierung in Amberg dieses Gesuch nach Rückfrage beim Pflegamt Nabburg ab. Willibald Kastner (* 1546, † 7. Mai 1604) heiratete 1574 Margarete Sauerzapf. Er übernahm den Hammer Pfrentsch und erhielt von seinem Schwiegervater den Hammer Altendreßwitz. Sein Bruder Hans Ludwig (* 1541) übernahm Holzhammer. Aus der Ehe mit Barbara Grafenauer (auch Grassenauer genannt) gingen zwar drei Söhne hervor, diese blieben aber alle unverheiratet.
So kam Holzhammer an die Tochter Anna Maria (* 1571). Ohne Privilegierung übernahm Anna Maria Kastner nach dem Tod ihrer Mutter Barbara und ihrer drei Brüder Holzhammer. 1598 heiratet sie Daniel Modler aus Amberg, der aber bereits 1615 wieder verstarb. Dessen Tod und die Wirren des Dreißigjährigen Krieges brachten für sie große Not und die Bitte nach Amberg, ihr die Schulden ihres Mannes zu erlassen, obwohl ein Bankrott nicht unmittelbar bevorstand. Immerhin konnte sie den Betrieb über die Zeit des Dreißigjährigen Krieges aufrechterhalten und dies, obwohl sie sich weigerte, zum katholischen Glauben zu konvertieren. Nach deren Tod trat wieder die Tochter Barbara Modler die Besitznachfolge auf Holzhammer an. Diese heiratete in erster Ehe den Hans Wilhelm Kastner aus Unterschnaittenbach und Kettnitzmühle und in zweiter Ehe Philipp Jakob von Steinling, leuchtenbergischer Forst- und Jägermeister. Dieser verstarb am 18. August 1641 und sie heiratete zum dritten Mal, diesmal den Hammermeister Claudius Schorri. Dieser schloss mit seinen Stieftöchtern Eva Maria und Maria Elisabeth einen Erbfolgevertrag, nach dem Unterschnaittenbach an den Gatten ersterer, Jakob Friedrich Kastener, zufallen sollte und Holzhammer an den Gatten der zweiten, Johann Wilhelm Münsterer von Stefling, kommen sollte. Dieser Vertrag wurde mit dem Tod des Claudius Schorri († 1679) wirksam. Aus einem Bericht des Johann German Barbing an den Kurfürst Ferdinand Maria vom 16. Januar 1666 heißt es: „Holzhammer. Dieses gleichfalls gangbaren Schinhammers Inhaber ist Candidy Schory und gebraucht des Sulzbacher und Amberger ‚Arztes‘.“
Maria Elisabeth zeigte am 2. Juli 1687 der Regierung zu Amberg den Tod ihres Gatten an. Ein Streit um die Niedergerichtsbarkeit brach 1700 erneut aus und wurde zu Ungunsten der Besitzerin entschieden. Maria Elisabeth Münsterer verfügte in ihrem Testament von 1711, dass Holzhammer an ihren Sohn Johann Friedrich Joseph von Münsterer fallen sollte und seine drei Schwestern mit einer Summe Geldes abgefunden werden sollten. Dieser hatte das Gut bis zu seinem Tod († 1742) in Besitz. 1747 veräußerte sein Sohn Rudolf Adam Ferdinand das Hammergut mit allen Zugehörigkeiten an Niclas Burger, den früheren Pächter von Hammerschloss Theuern. Auch dieser setzte mit der Regierung zu Amberg den Streit um die Landsassenerhebung fort. 1767 veräußerte seine Witwe, Maria Elisabeth Burger Holzhammer an Johann Wolfgang Dirr. 1781 ging Holzhammer auf dem Gantweg an Johann Simon Widmann über. Dieser beantragte die Umwandlung des Hammers in eine Glasschleife, was ihm 1790 genehmigt wurde, ohne dass aber der Hammer seine Eisenproduktion völlig einstellte. 1792 übergab Johan Widmann das Gut seinem Sohn Leopold. Dieser verstarb aber bald und seine Witwe heiratete 1795 den Johann Baptist von Schmid, Appellationsgerichtsrat zu Amberg. Dieser versuchte alle Möglichkeiten auszuschöpfen, um wieder an die Niedergerichtsbarkeit zu kommen. 1807 wurde ihm dies trotz der Privilegierung von 1366 endgültig in Abrede gestellt.
Um 1800 war Holzhammer ein Dorf mit 20 Häusern und 106 Einwohnern. 1809 erzeugte der Hammer jährlich etwa 300 Zentner Eisen. Am 20. Juli 1815 übergab Johann Baptist von Schmid das Hammer- und Ökonomiegut seinem Stiefsohn Josef Widmann. Am 9. Dezember 1843 kaufte Florian Dorfner von dem Josef Widmann das Hammergut Holzhammer. Mit dem Gut war damals das Recht eines Eisenhammers verbunden, die Gerechtsame für eine Wirtstaferne, eine Mahlmühle, eine Schmiede und ein Bräuhaus, das Fischrecht in einem Teil des Ehenbaches und im Rohrweiherbach sowie das Recht der unentgeltlichen Weide mit Kühen und Schafen in einem Teil der Staatswaldung. Florian Dorfner begann mit der Herstellung von Roheisen als neuen Erwerbszweig. Er war mit der Eisenerzeugung sehr erfolgreich und konnte 1855 auch den Hammer Theuern erwerben. Die Maxhütte errichtete allerdings 1861 zwei Hochöfen mit Koksfeuerung. Dies bedeutete praktisch das Ende der kleinen Hochöfen mit Holzfeuerung. 1853 wurde Holzhammer zu einem Gut erklärt. 1863 goss Georg, der Sohn Florian Dorfners, in Holzhammer die letzten Roheisenplatten. Dieser Georg Dorfner hatte am 2. September 1861 Holzhammer von seinem Vater übernommen. 1893 übergibt er das Werk seinem Neffen Florian.
Weitere Besitzer des Schlossgutes waren: 1914 Offene Handelsgesellschaft Johann und Ignaz Klapkek, Holzgroßhandlung und Sägewerk in Hervest – Dorsten/Westfalen, 1915 Oskar Bauer, Holzgroßhändler in Amberg, 1919 Laura Bauer, Witwe und ihre Kinder, 1922 Kurt und Heinrich Bernheim, 1924 Robert Karl Gordon, 1934 Hans Wolf Bauer, 1940 Helmut Landfried, Fabrikbesitzer, dieser vermachte es 1945 an seine Tochter Adelheid Gräfin Strachwitz (geb. Landfried). Heutige Besitzerin ist deren Tochter Sidonie von Beckedorff (geb. Gräfin Strachwitz).

## Schlosskapelle St. Maria
Die Kapelle gehörte bis 1964 zur Pfarrei Kemnath am Buchberg, dann wurde sie zur Stadtpfarrei Schnaittenbach umgepfarrt.

### Bau
Das Langhaus besitzt eine Flachdecke und östlich abgeschrägte Ecken. Der eingezogene Chor hat einen dreiseitigen Abschluss, ein Tonnengewölbe mit Stichkappen und ein Osttürmchen mit einem Spitzhelm.

### Innenausstattung
Der Hochaltar von 1690 weist ein aufwändiges Akanthusschnitzwerk auf, zwei riesige Ranken umschließen dabei ein modernes Marienbild. Das Original und zwei Postamentfiguren sind Opfer eines Diebstahles geworden. Im Altarauszug befindet sich ein Herz mit Strahlenkranz. Aus der Zeit Ende des 17. Jahrhunderts stammt auch die Kanzel mit vier gewundenen Säulen sowie Ornamenten und Rankenwerk. Das darauf angebrachte Ölbild des Gekreuzigten stammt aus dem 18. Jahrhundert und besitzt eine geschnitzte Bekrönung.

## Schloss Holzhammer heute
Das ehemalige Hammerschloss besteht aus einem zweigeschossigen und siebenachsigen Wohnhaus mit Walmdach aus der Mitte des 18. Jahrhunderts. Die Schmalseite besitzt vier Fensterachsen. Die ehemalige Schlosskapelle St. Maria sowie eingeschossige Wirtschaftsgebäude stammen ebenfalls aus dem 18. Jahrhundert. Die angebaute Kapelle besitzt einen eingezogenen, dreiseitig geschlossenen Chor mit einem Stichkappentonnengewölbe und ein spitzdachbehelmtes Osttürmchen. Das lisenengeschmückte Portal des einstigen Schlosses wird im Dach von einem Rundbogen abgeschlossen, in dem eine Uhr angebracht ist. Ein Haus auf dem dazugehörigen Hof wird als Ferienhaus vermarktet. Die Schlosskapelle kann besichtigt werden.
Die ehemalige Mühle des Schlossgutes im Ehenbachtal wurde in den 1950er-Jahren abgerissen.